# Kalktillverkning

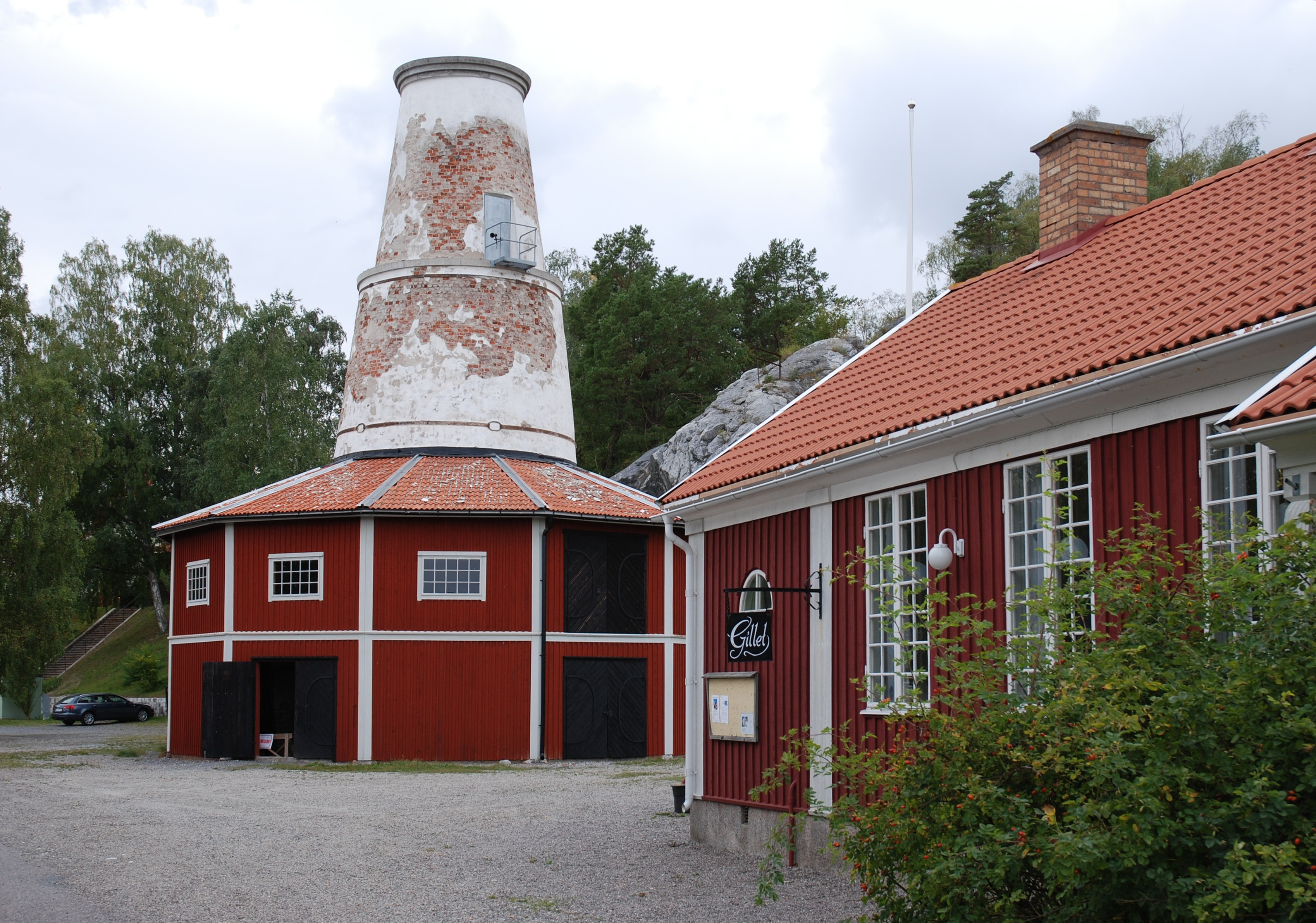
Den restaurerade kalkugnen, "Ettans ugn", på Oaxen. Pelarugn, även kallad Fahnehielm-ugn.

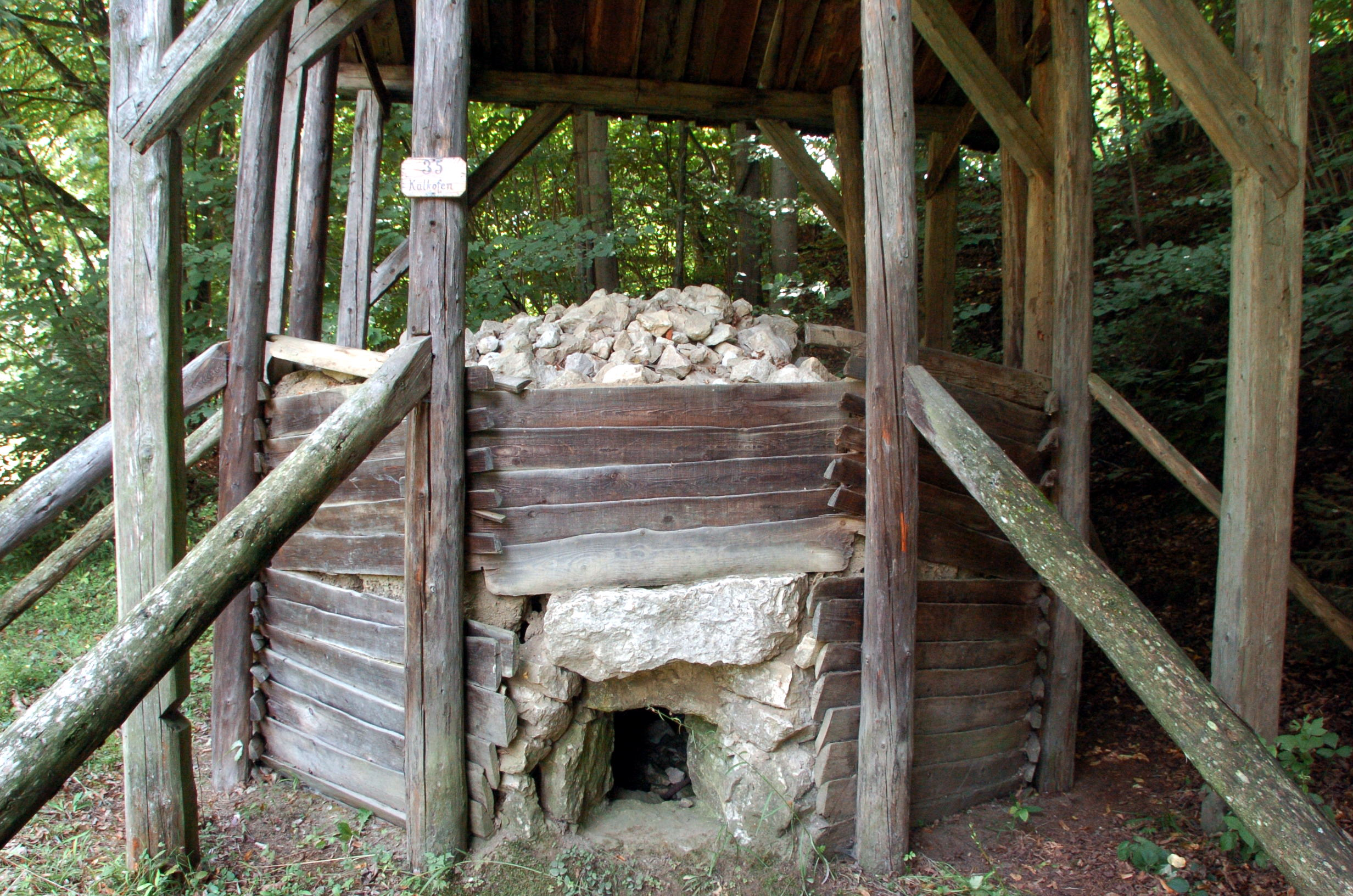
Äldre kalkugn i friluftsmuseet i Maria Saal, Österrike.

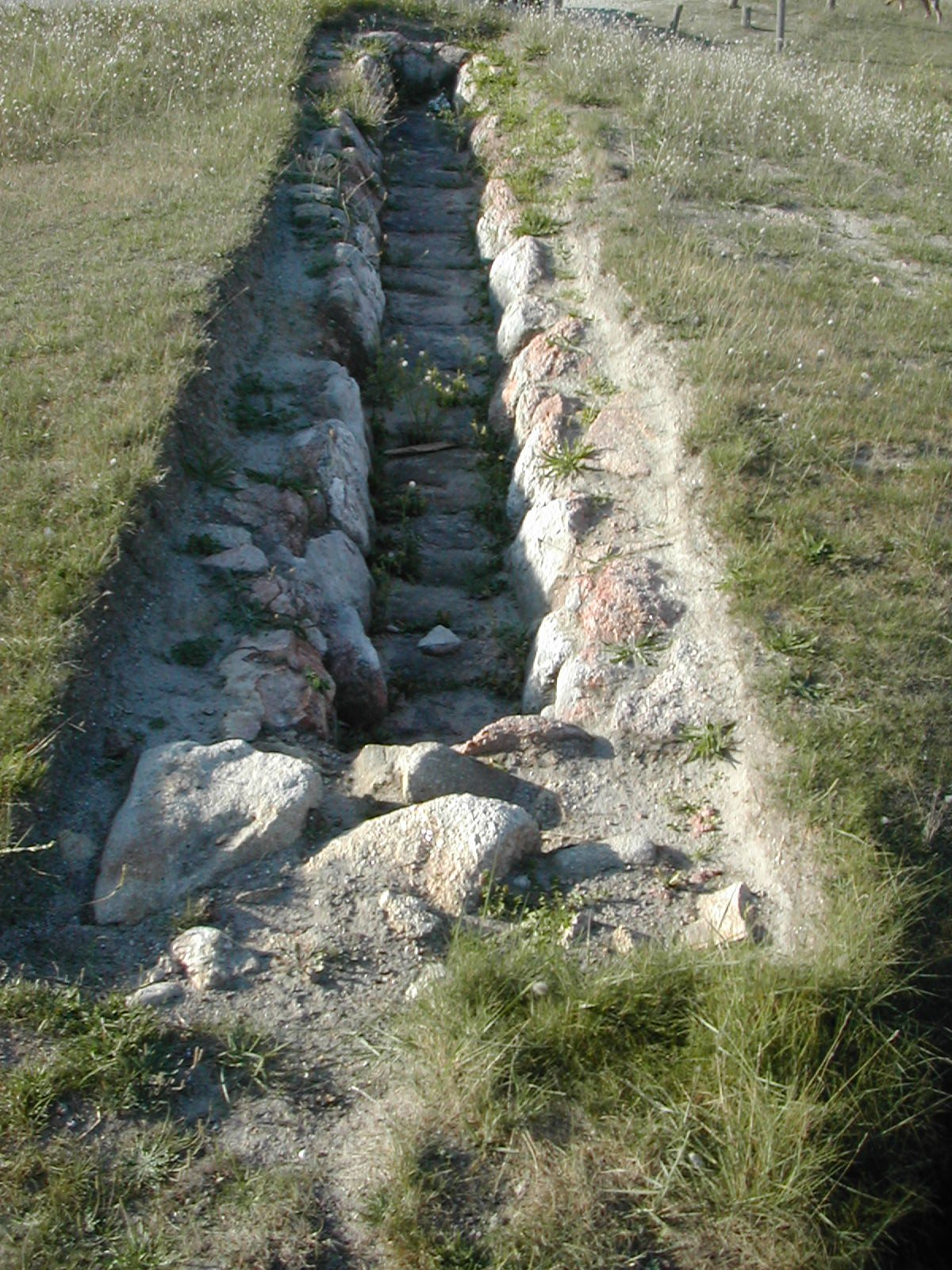
Ugn i marken, i Meneham, Kerlouan, Finistère i Bretagne.

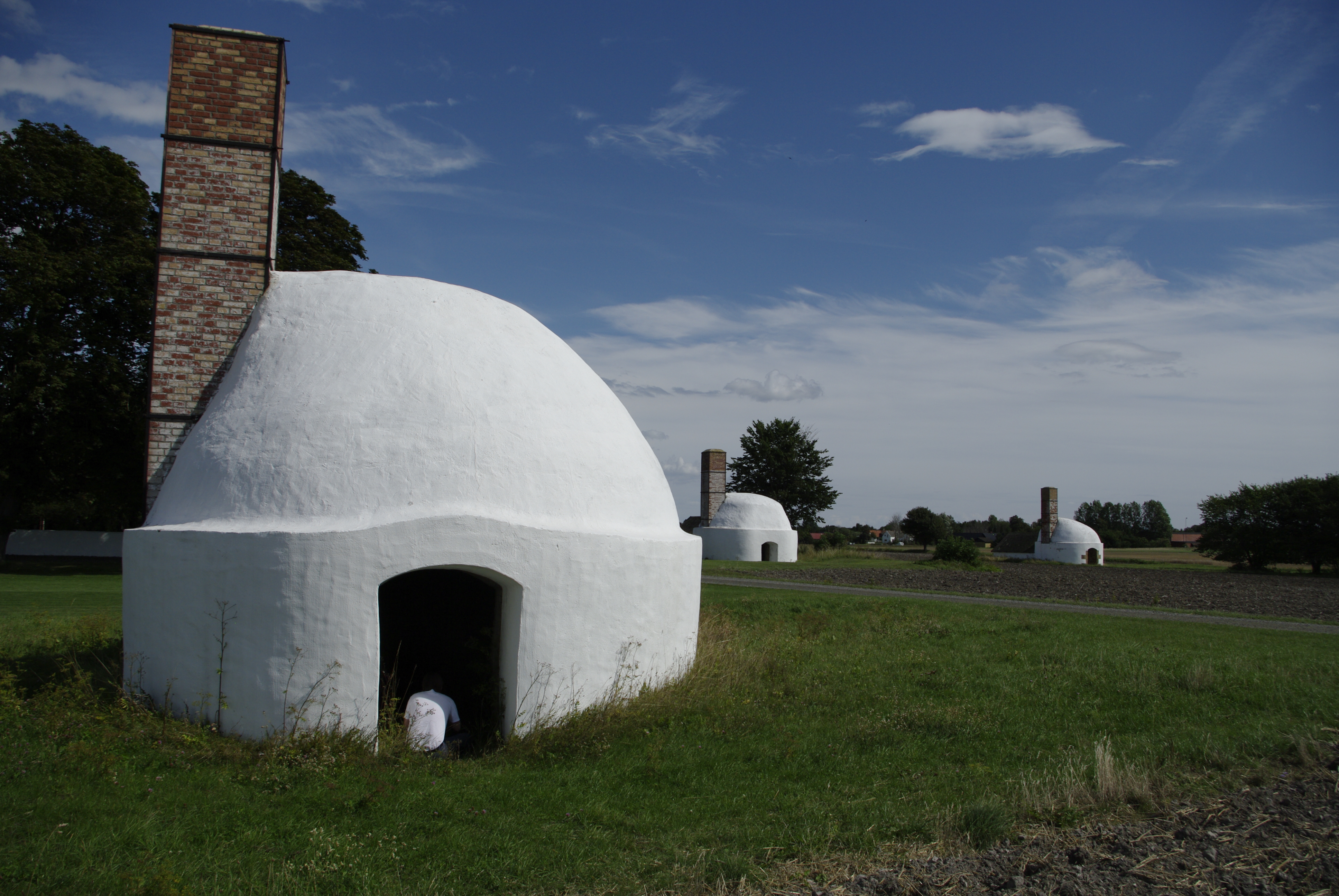
Kalkugn vid Östra Torp.

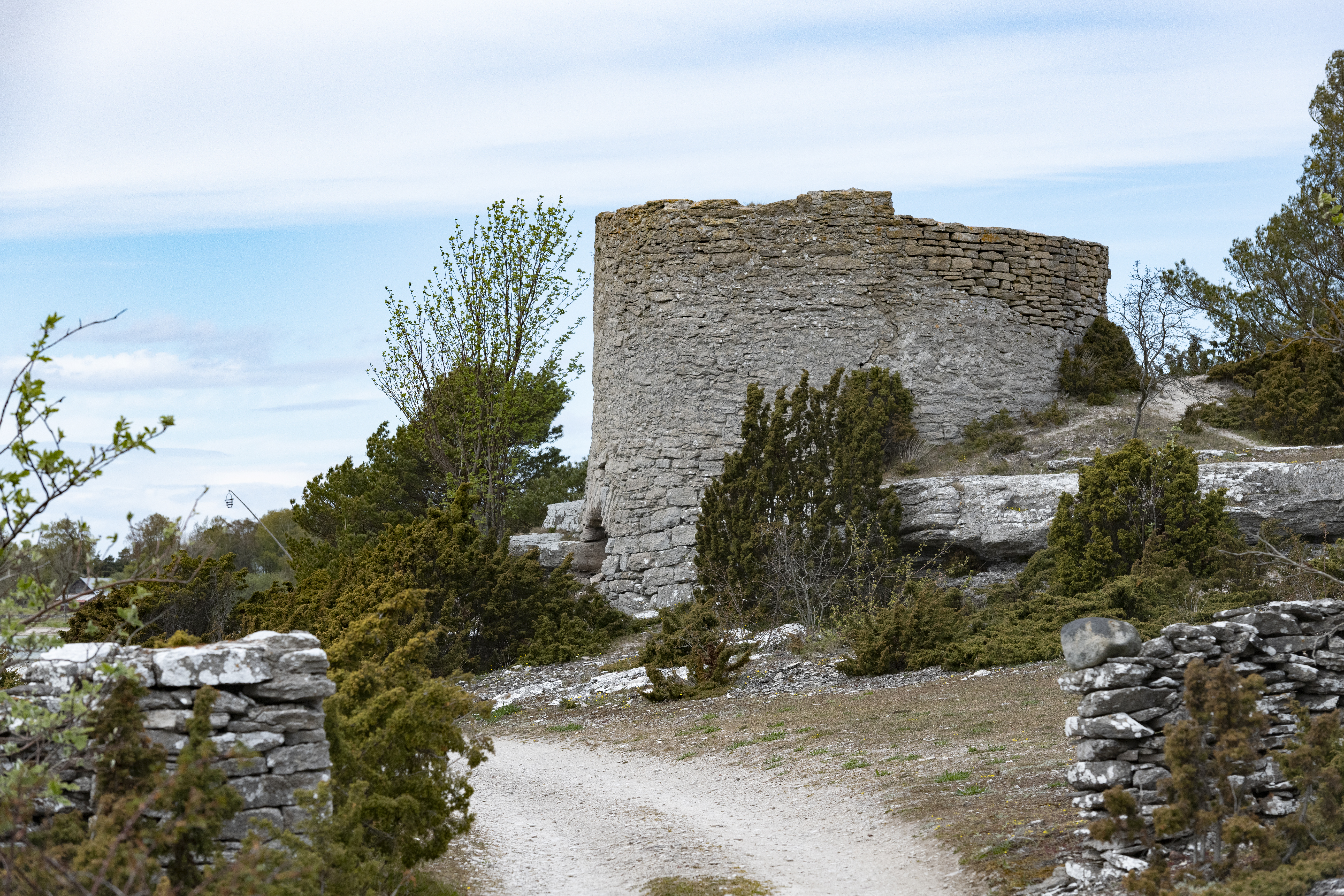
Kalkugnsruin vid lilla Hoburga, Fårö, Gotland (2020)

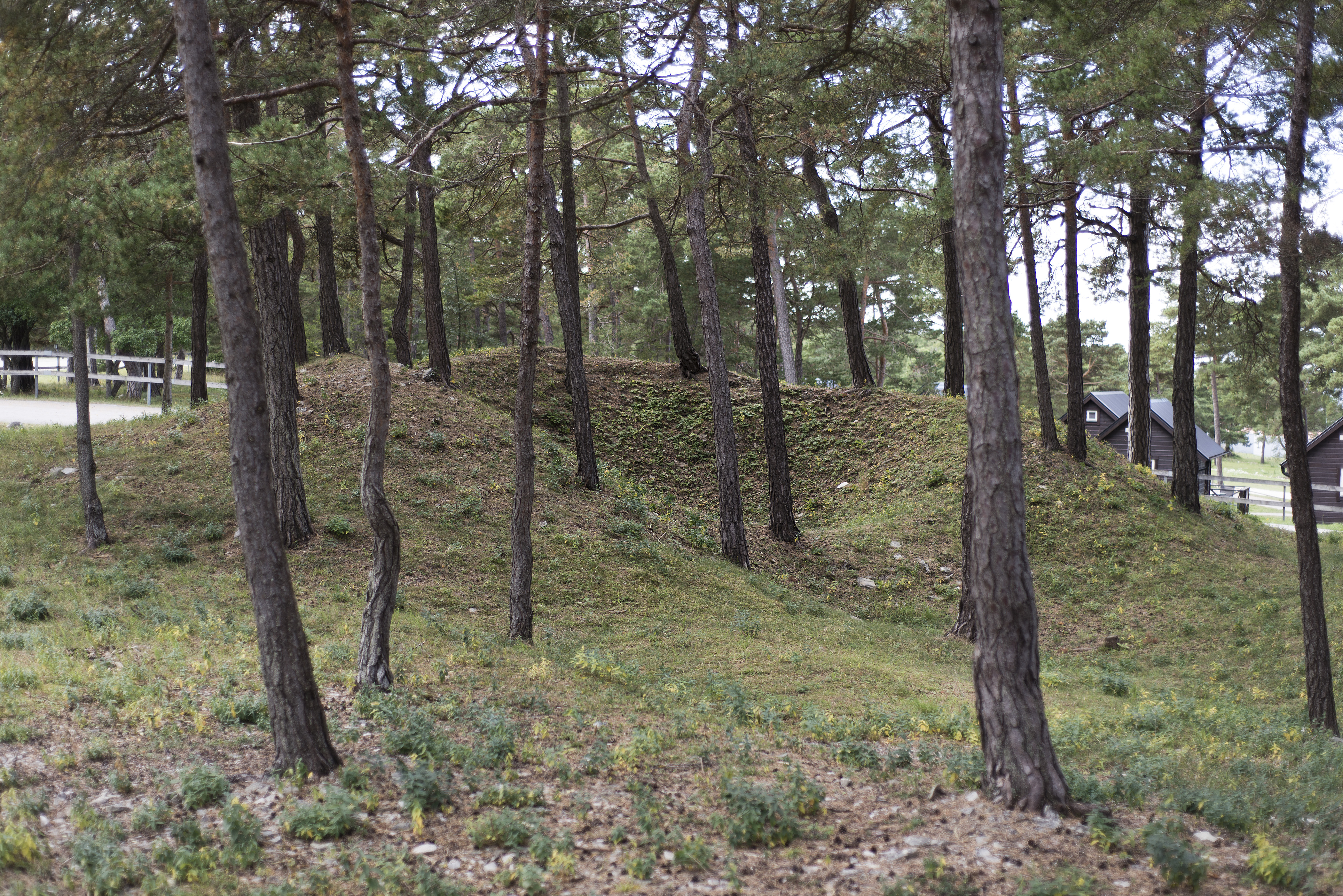
Kalkugnsruin vid Snäck, Gotland.

Kalktillverkning är en process för att genom bränning eller annan upphettning producera kalk ur kalksten. Detta sker bland annat för att få ett bindemedel till uppförande av stenbyggnader och även för utsmyckning (till exempel stuckatur och putsade fasader).

## Historia
De äldsta spåren av kalkbränning har hittats i Göbekli Tepe i Anatolien och är 11 000 år gamla.

### Kalkmilor och bränning av kalk i Sverige
Under medeltiden fram till 1900-talet använde man på landsbygden enkla kalkmilor för att bränna kalk i. Antingen grävde man en grund grop i vilken man staplade sten, eller staplade man den direkt på marken och gärna mot en kulle så att lite skorstenseffekt skulle uppstå. Man staplade först eldgången med stora block som valv, ofta i Y- eller T-form, sedan staplade man sten omkring eldgången: större block längst in och mindre sten utåt. Därefter täckte man milan med jord eller torv för att öka värmeisoleringen. 
När man tänt milan brann den i cirka 3 dygn, och när den hade svalnat rev man den. De yttersta stenarna lades åt sidan och återanvändes vid nästa bränning. Innehållet närmast eldgången och en bit ut från denna hade nu omvandlats till bränd kalk (packsten). Nackdelen med kalkmilor var att det var svårt att komma upp i rätt temperatur; vid moderna mätningar har temperaturen vid bränning av mila pendlat mellan cirka 700 och 800 grader, att jämföra med en schaktugn, som ligger på cirka 1100 grader. Temperaturen påverkar halten av bränd sten i milan.  
Ett vanligt ord i Sverige för dessa milor är fältugnar. De användes fram till 1900-talet av bönder för eget bruk. Vid större milor använde man sig av två parallella eldgångar, vilket gav större effekt, men vedåtgången var enorm. Hur stor andel packsten man fick ut av en mila berodde både på vedkvaliteten, staplingen av milan och på dem som eldade. Råkade man somna på nattpasset var man inte populär. När bränd kalk blev en exportvara på 1600-talet byggde man effektivare ugnar. Rå kalksten exporterades fram till 1630-talet och brändes därefter på annan ort. År 1634 höjdes utförseltullen för rå kalksten på Gotland med 50 %. Antalet kalkugnar för export av packsten ökade då snabbt. Packsten kunde dock endast transporteras vid lugnt väder; många båtar gick under när vågor slog in och packstenen expanderade till dubbel volym.
På Gotland var det vanligt att industriellt bränna kalk på grund av riklig förekomst av råvaran. Livlig export av kalk inom östersjöområdet ledde till kalkbrukens uppsving under 1600-talet.

## Kalkugnar
Kalkugnar är ugnar för bränning av kalksten till kalk. I ugnen upphettas kalciumkarbonat till 1000–1100 grader, och bränns då till kalciumoxid (bränd kalk, packsten, osläckt kalk). Därefter släcks den brända kalken med vatten, varvid kalciumhydroxid (släckt kalk) bildas. 
Idag sker processen i schakt- eller ringugnar. Oaxen-bildens ugn är en schaktugn, som är murad 1880–1881, i en tid då efterfrågan på släckt kalk för byggnadsändamål och till jordbruk steg kraftigt. Ugnen består av en konisk tegelpipa, vars nedre del är kringbyggd av ett piphus av trä i två våningar. Ugnen har fem eldstäder runt om, i vilka krossad kalksten och ved eller kol hälls ned upptill och den brända kalken tas ut nedtill efter ett par dygn.